# Matthaeus Platearius

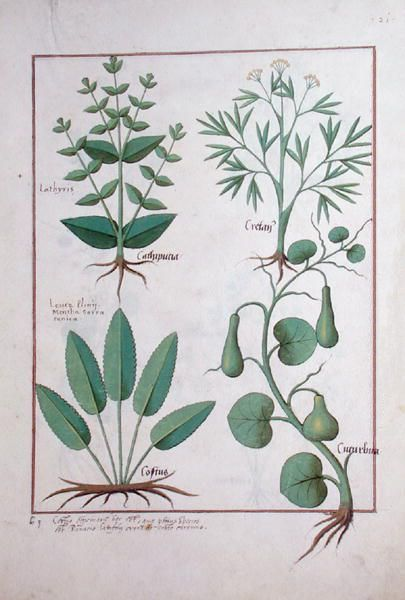
Euphorbia lathyris, Beechwort, menta i figa, d'"El llibre dels medicaments simples "

Matthaeus Platearius era un metge de l'escola de medicina de Salern, i es creu que produí un manuscrit llatí al segle xii sobre les herbes medicinals titulat "circa instans" (també coneguts com "El llibre de les medicines simples"), traduït més endavant al francès com "Le Livre des simples médecines ". Es tractava d'un llistat alfabètic i un llibre de text de herbologia basat en l'obre de Dioscòrides "Vulgaris", que descrivia l'aparició, la preparació i els usos de diversos fàrmacs. Va ser àmpliament aclamat i va ser una de les primeres herbolaris produïts pel procés d'impressió recent desenvolupat el 1488. Ernst Meyer el considerava igual a l'herbolari de Plini i Dioscòrides, mentre que George Sarton va pensar que era una millora de "De Materia Medica".
Matthaeus i el seu germà Johannes van ser fills d'una metgessa femenina de l'escola de Salerno casada amb Johannes Platearius I. Es creu que era Trotula, que va escriure alguns tractats importants sobre ginecologia, inclosos a les Malalties de les Dones.